# کریستینی دیویس
کریستینی دیویس (انگلیسی: Christine Davies؛ زادهٔ ۱۹۵۹ (۶۵–۶۶ سال)) دانشمند در زمینه فیزیک ذرات اهل بریتانیا است.